# 頌歌 (基督教)
頌歌（英語：anthem）原本是指以英文寫成的宗教性文章中的詩歌，後來衍生為有頌揚意思的歌曲，通常為代表一群人的團體符號。如國歌（national anthem），意思即是代表國家的歌曲。

## 歷史
頌歌（anthem）源自希臘語（αντιφωνα），經過撒克遜語演變而來。這一詞原和交互輪唱（antiphony）有相同意思。
無論如何，它現在通常只單指某種形式的教堂音樂，尤其是指在英國國教會的禮拜上，被禮拜規程（rubrics）安排在早晚禱告中第三個短禱告（collect）後的。一般而言，也會有些一般的讚美詩（hymn），和比較起來較精巧的頌歌而言，可以讓一般的會眾唱頌。一些的頌歌也會出現在英國君主加冕禮上。裡面的詞語選自聖經和一些禮拜時的情形，曲子則通常比詩篇（Psalm）和讚美詩的旋律更精巧及多變。雖然英國國教會的頌歌和天主教與信義宗的經文歌相似，兩者都是為有經過訓練的唱詩班，而非為一般會眾而寫的，頌歌在其起源和發展上，還是以英文為主的音樂類型。